# Oisly
Oisly település Franciaországban, Loir-et-Cher megyében. Lakosainak száma 390 fő (2022. január 1.). Oisly Choussy, Couddes, Sassay és Le Controis-en-Sologne községekkel határos.

## Népesség
A település népességének változása:
| Lakosok száma | 399  | 316  | 319  | 330  | 355  | 369  | 377  | 377  | 385  | 390  |
|               | 1968 | 1982 | 1990 | 2006 | 2013 | 2015 | 2017 | 2019 | 2020 | 2022 |